# Réseau de Purkinje

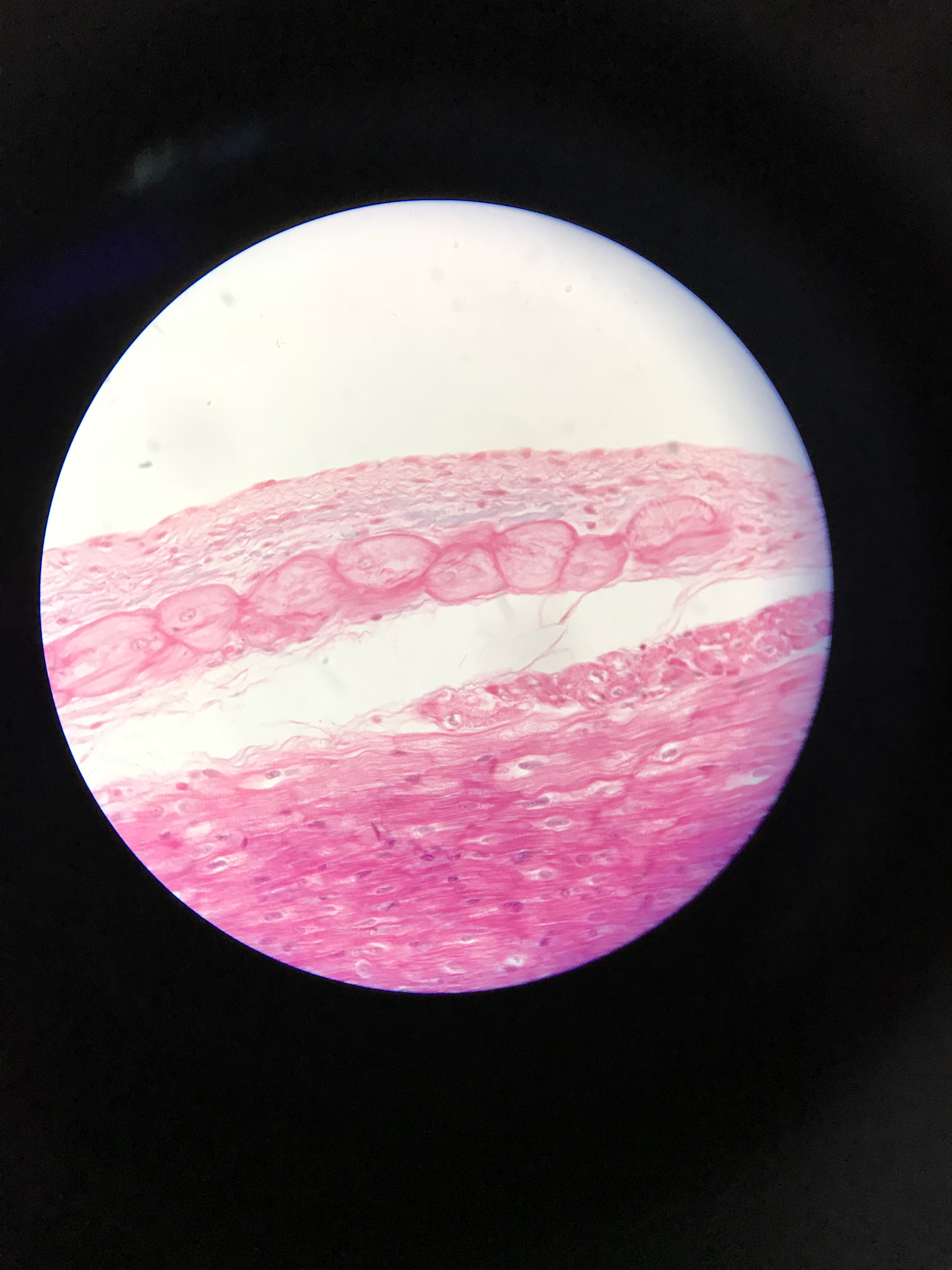
Fibres de Purkinje juste sous l'endocarde.

Le réseau de Purkinje  est la partie terminale du système de conduction du cœur. Il est constitué des rameaux subendocardiaux (ou fibres de Purkinje) qui prolonge les branches du faisceau atrio-ventriculaire. 

## Anatomie
Le réseau de Purkinje est situé dans les parois internes des ventricules du cœur, juste en dessous de l'endocarde.  
Il est constitué de fibres musculaires, de grosses cellules spécialisées, à conduction rapide de 4 m/s et qui ont une période réfractaire longue.  

## Fonction
Le réseau de Purkinje participe à la contraction ventriculaire qui a lieu durant le complexe QRS de l'électrocardiogramme.  

## Historique
Les fibres de Purkinje ont été découvertes en 1839 par Jan Evangelista Purkinje. 